# Erwin Mosen

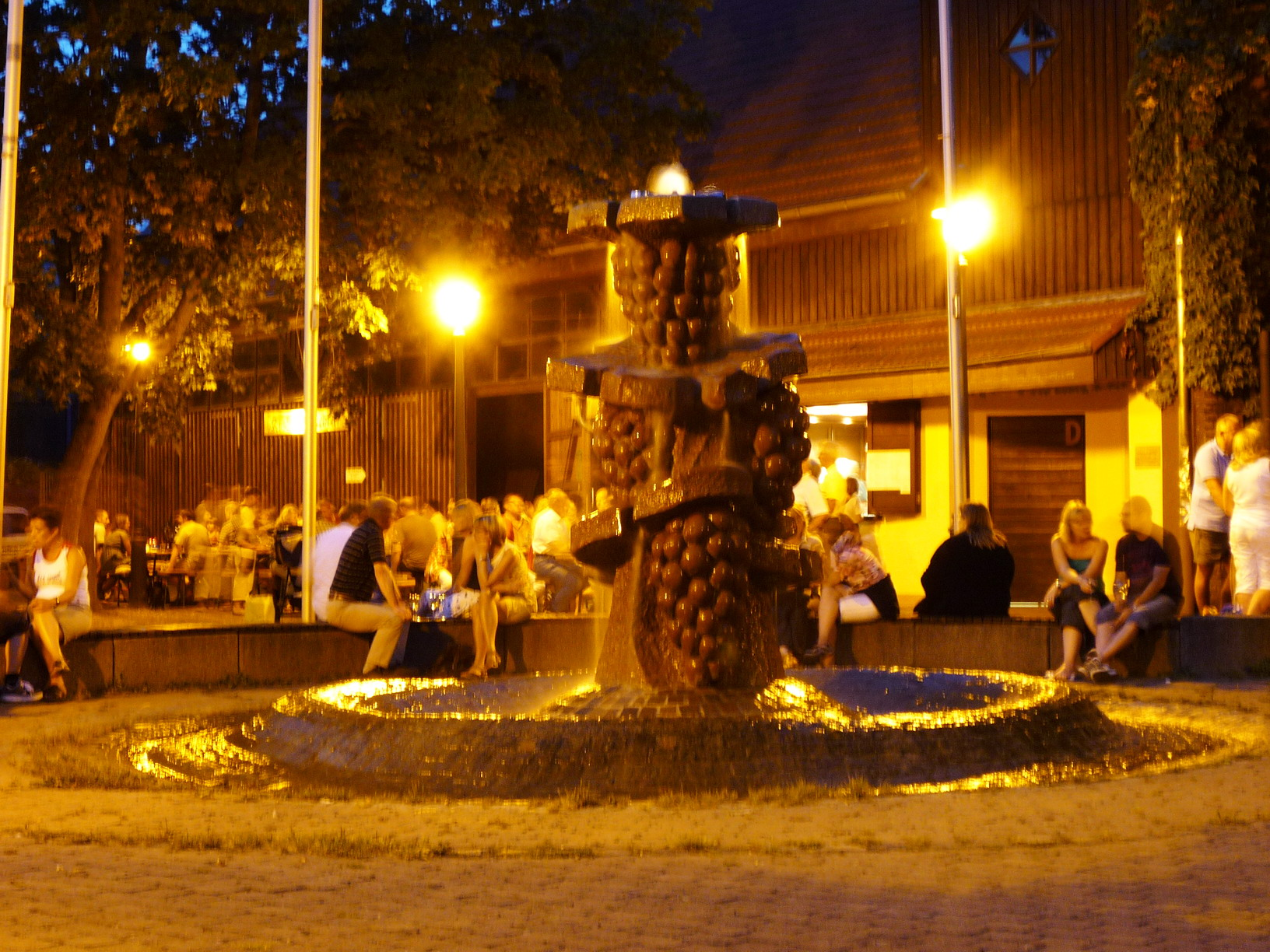
Weinbrunnen, Mainz-Kostheim

Erwin Mosen (* 18. Mai 1932 in Nickenich; † 19. Februar 2016 in Mainz) war ein deutscher Steinbildhauer.

## Leben und Werk
Mosen ließ sich an der Meisterschule Aschaffenburg zum Steinmetz- und Steinbildhauermeister ausbilden (Abschluss im Jahr 1971). Als im September 1978 in Mainz-Hechtsheim das Berufsbildungszentrum für überbetriebliche Ausbildung der Handwerkskammer Rheinhessen seine Tätigkeit aufnahm, zog er nach Mainz und wurde dort Ausbildungsmeister für Steinbildhauerei. Er bildete Lehrlinge aus und arbeitete in der Meisterklasse in Theorie und Praxis mit. Später übernahm er die Leitung des Ausbildungsbereichs „Stein“. Seine künstlerischen Fähigkeiten, aber ebenso sein Geschick, die Auszubildenden in Aufträge mit öffentlicher Wahrnehmung miteinzubeziehen, motivierten die jungen Menschen. So entstanden im Lauf der Jahre eine Reihe von Steinmetzarbeiten – Porträts, Tierplastiken und Reliefs –, die, obschon in öffentlichem Interesse, auf dem üblichen Weg nie hätten verwirklicht werden können. Etliche dieser Arbeiten sind aus rotem Mainsandstein, der in Mainz seit Jahrhunderten verwendet wird, gefertigt.
1995 wurde Mosen die Verdienstmedaille der Bundesrepublik Deutschland verliehen.
1998 nahm er am Bildhauersymposium „Grenzen und Verbindungen“ in Rielasingen-Worblingen teil.
Mosen lebte bis zu seinem Tod in Mainz-Hechtsheim.

## Arbeiten im öffentlichen Raum (Auswahl)
Mosen gestaltete – oft in Zusammenarbeit mit Auszubildenden – zahlreiche Steinskulpturen und Brunnenanlagen im öffentlichen Raum.
- 1980 Steinpflanze. Sandstein, 85 cm hoch, 4 m Durchmesser, entstanden in Zusammenarbeit mit Auszubildenden. Standort: Feldbergstraße Ecke Illstraße, Mainz-Neustadt
- 1982 Bürgerdenkmal. Roter Mainsandstein, 2,60 m hoch, auf den vier Seiten Schrifttafeln bzw. Reliefs, in der Bekrönung drei Hechte und das Mainzer Rad, entstanden in Zusammenarbeit mit Auszubildenden. Standort: Freiwillige Feuerwehr, Mainz-Hechtsheim
- 1984 7 Basaltsäulen. Basalt, 2,10 m hoch. Standort: vor dem ehemaligen Gebäude der Handwerkskammer Rheinhessen, Göttelmannstraße, Mainz-Weisenau[5]
- 1984 Barbarossa-Säule. Roter Sandstein, 2 m hoch. Inschrift: „Pfingsten 1184 - 1984. Zum 800jährigen Jubiläum des Mainzer Reichsfestes Kaiser Friedrich Barbarossas auf der Maaraue.“ Entstanden in Zusammenarbeit mit Auszubildenden des Hechtsheimer Ausbildungszentrums der Handwerkskammer, nach dem Entwurf von Thomas Dittberger (Oxenhausen). Standort: Maaraue, Mainz-Kostheim[6]
- 1989 Weinbrunnen. Roter Miltenberger Sandstein, 2,50 m hoch, im Auftrag der Handwerkskammer Rheinhessen. Standort: Am Mainufer Ecke Maaraustraße, Mainz-Kostheim, Heimatverein / „Haus der Vereine“
- 1992 Brunnenstein und Tordenkmal. Entstanden anlässlich der Erfurter Gartenbauausstellung. Standort: "Mainzgarten", egapark, Erfurt (Partnerstadt von Mainz)
- 1992 Tropfenbrunnen, Muschelkalkstein, ca. 123 cm hoch, Durchmesser des Kopfteils ca. 93 cm. Standort: Garten des Seniorenzentrums am Rosengarten der AWO, Göttelmannstr. 45, Mainz-Oberstadt. Dauerhafte Leihgabe der Handwerkskammer Rheinhessen-Mainz, entstanden in Zusammenarbeit mit Lehrlingen der überbetrieblichen Ausbildung
- 1994 Brunnen. Eine in den Himmel weisende dreiseitige Pyramide aus rotem Sandstein mit einer Spitze aus Edelstahl, nachempfundenes Fragment einer Keramikschale. Die Brunnenanlage nimmt Bezug darauf, dass an diesem Ort, neben Grabstätten, zahlreiche Waffen, Pfeilspitzen und zerbrochene Keramikgefäße aus fränkischer Zeit gefunden wurden.[7] Standort: Auf dem Hewwel, Rieslingstr. Ecke Am Kühborn (Frankenhöhe), Mainz-Hechtsheim
- 1994 Bürgerdenkmal. 3 m hohe Säule aus rotem Mainsandstein, ca. 1 m Durchmesser, Reliefdarstellungen zu historischen Denkmälern im Bezirk, u. a. ein altes Stadttor, dem römischen Aquädukt, ein Löwenkopf, sowie ein Weinstock. Standort: Landwehrweg Ecke Gleiwitzer Straße, Mainz-Oberstadt
- 1998 Freundschaft. Roter Sandstein, 320 cm hoch. Entstanden während des Bildhauersymposiums „Grenzen und Verbindungen“ in Rielasingen-Worblingen. Standort: Skulpturenweg von Rielasingen-Worblingen[8]
- 2000 Wege-Skulptur. Roter Sandstein, Spiegel, 370 cm hoch. Standort: zunächst Skulpturenweg von Rielasingen-Worblingen[9], seit März 2011 Kreisverkehr Gottmadinger Str. / Hauptstraße, Rielasingen[10][11]

## Abbildungen

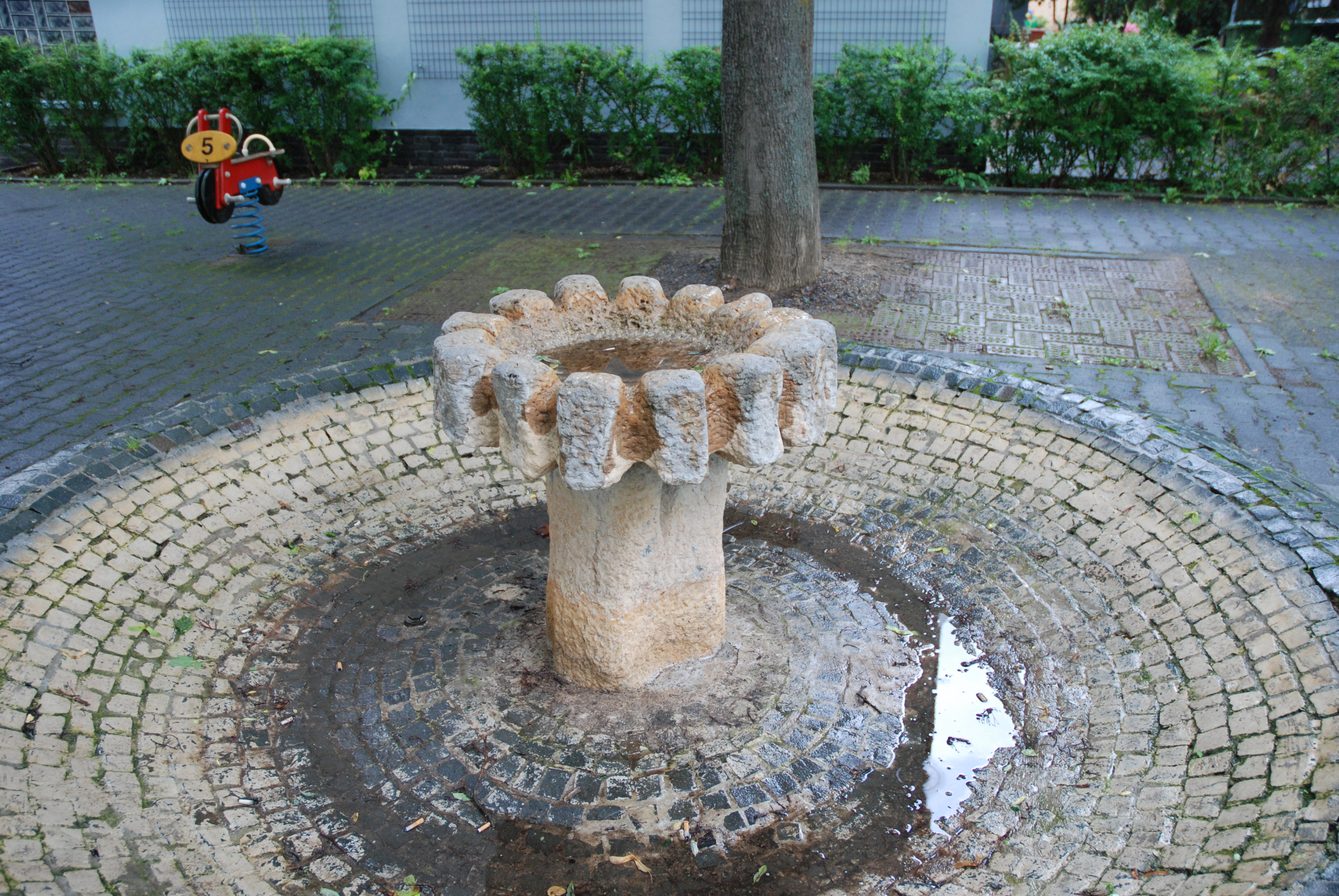
Steinpflanze (1980). Standort: Mainz-Neustadt
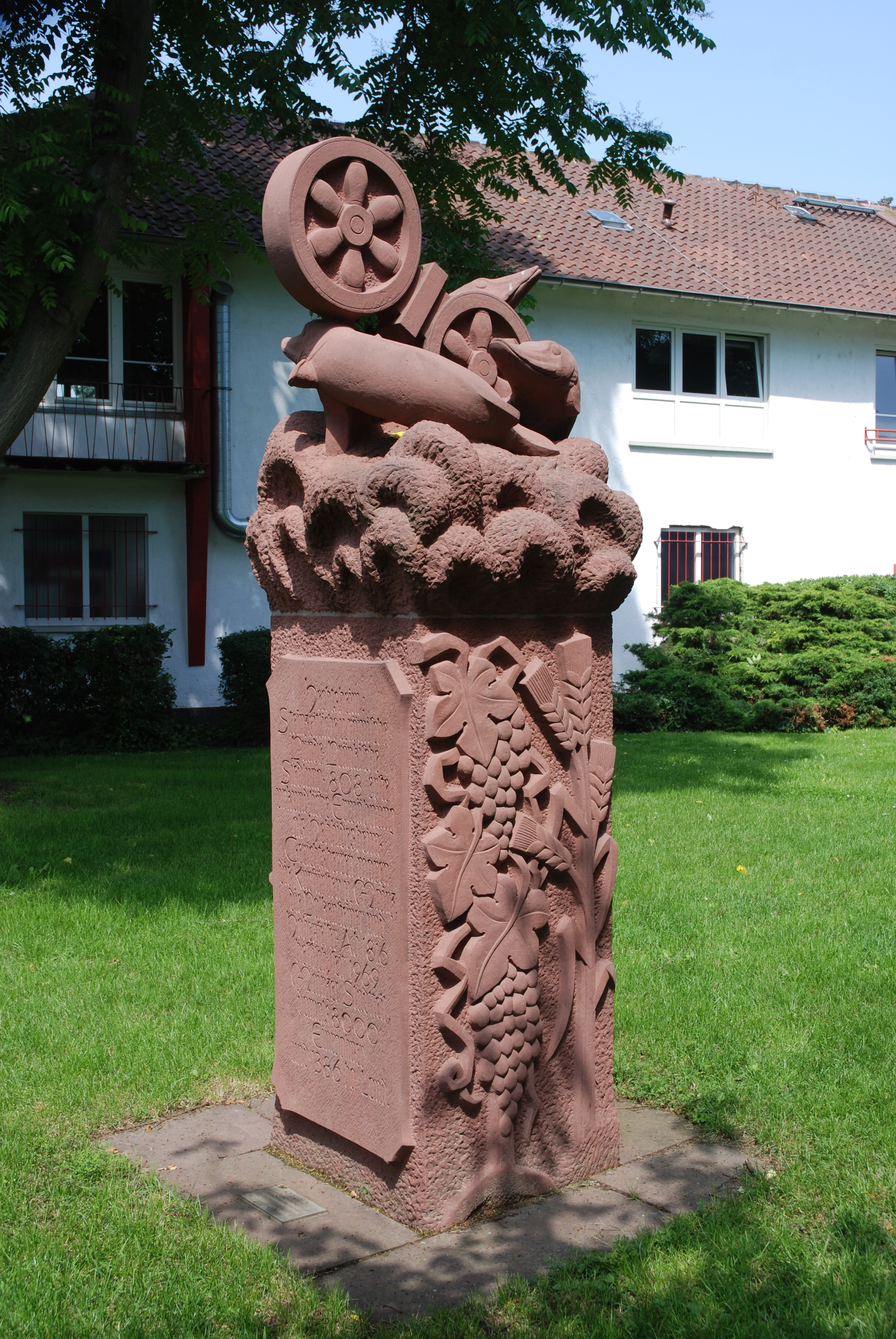
Bürgerdenkmal (1982). Standort: Freiwillige Feuerwehr Mainz-Hechtsheim
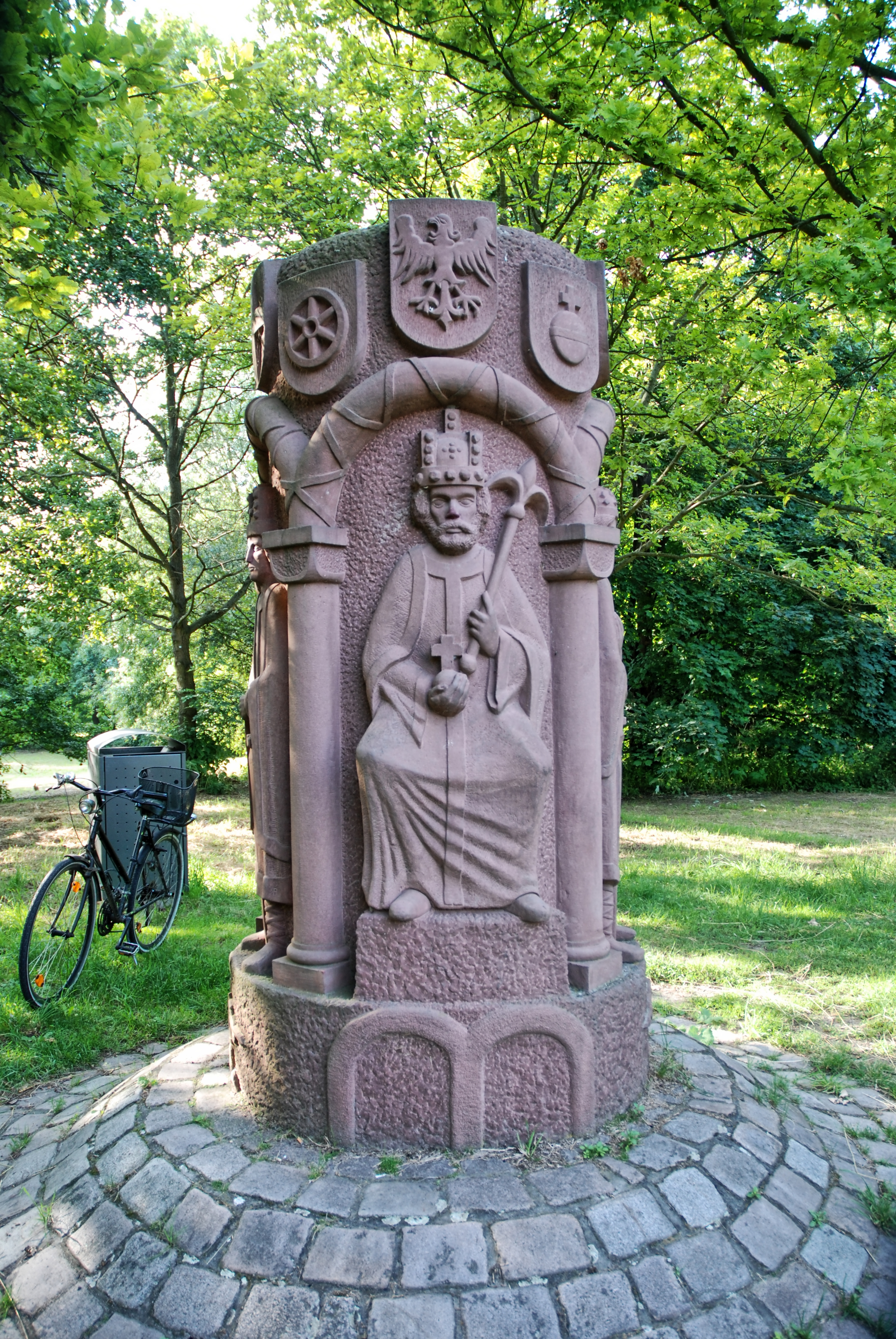
Barbarossa-Säule (1984). Standort: Maaraue, Mainz-Kostheim
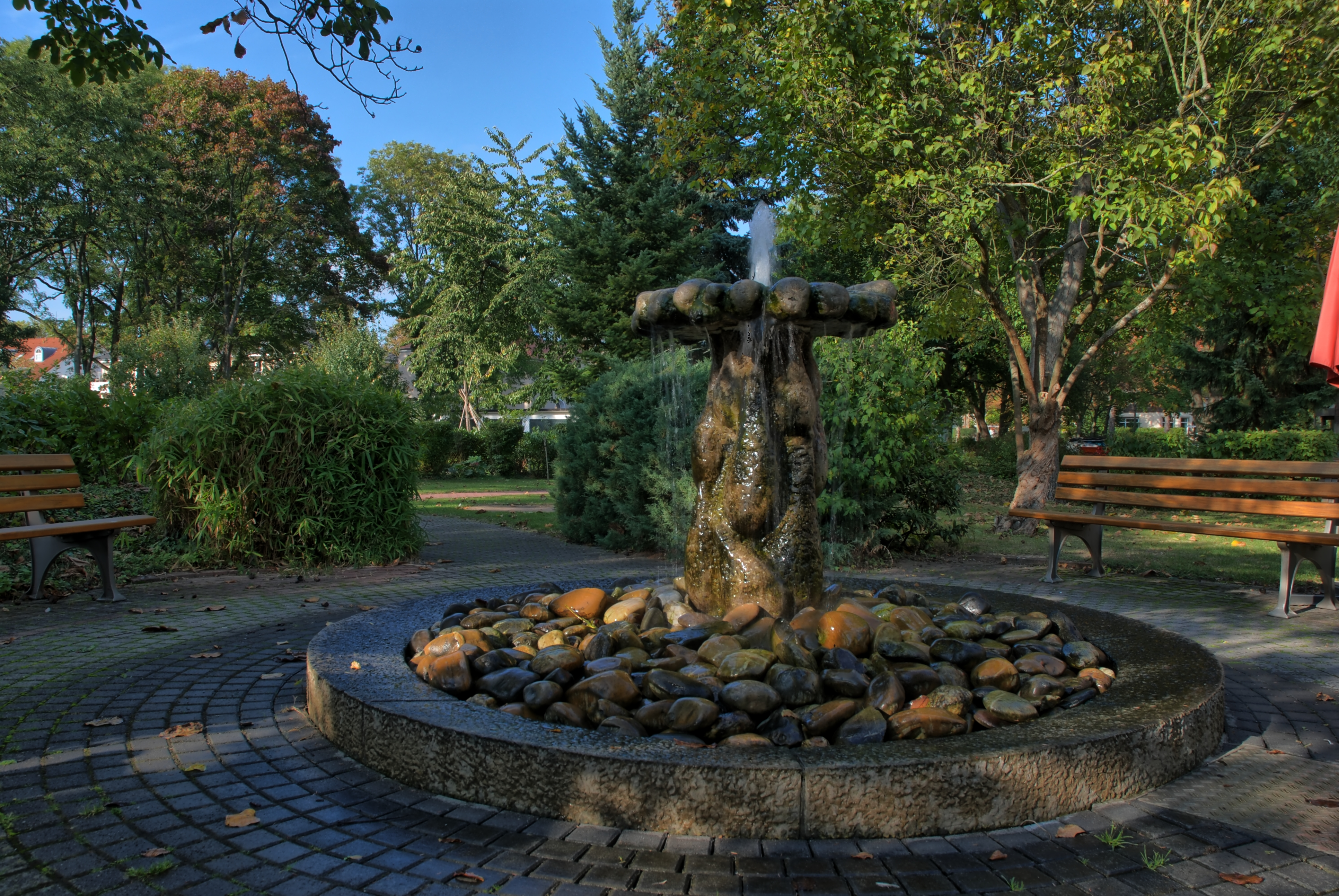
Tropfenbrunnen (1992). Standort: Seniorenzentrum am Rosengarten, Mainz-Oberstadt
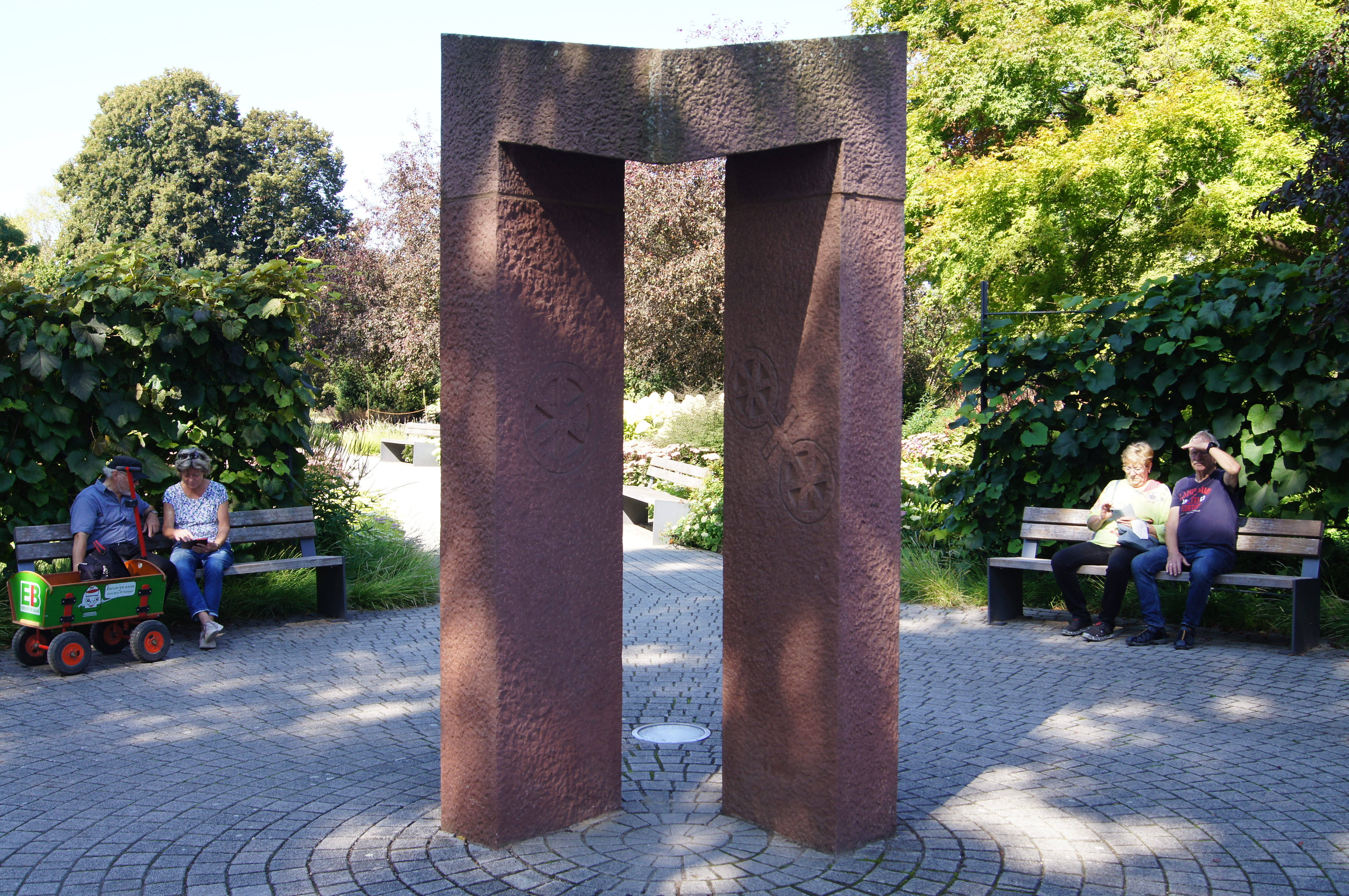
Tordenkmal (1992). Standort: egapark, Erfurt
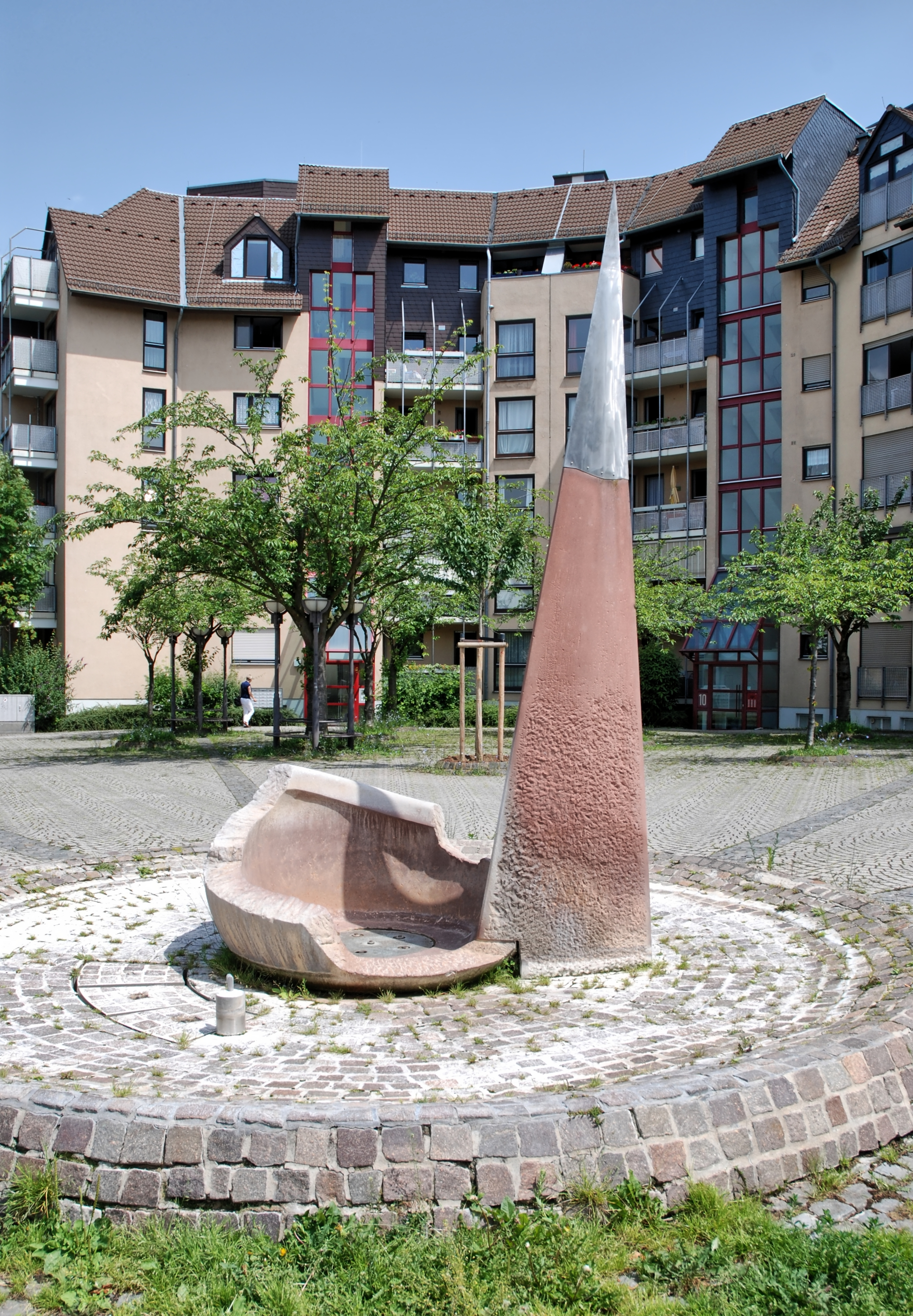
Brunnen (1994). Standort: Auf dem Hewwel (Frankenhöhe), Mainz-Hechtsheim
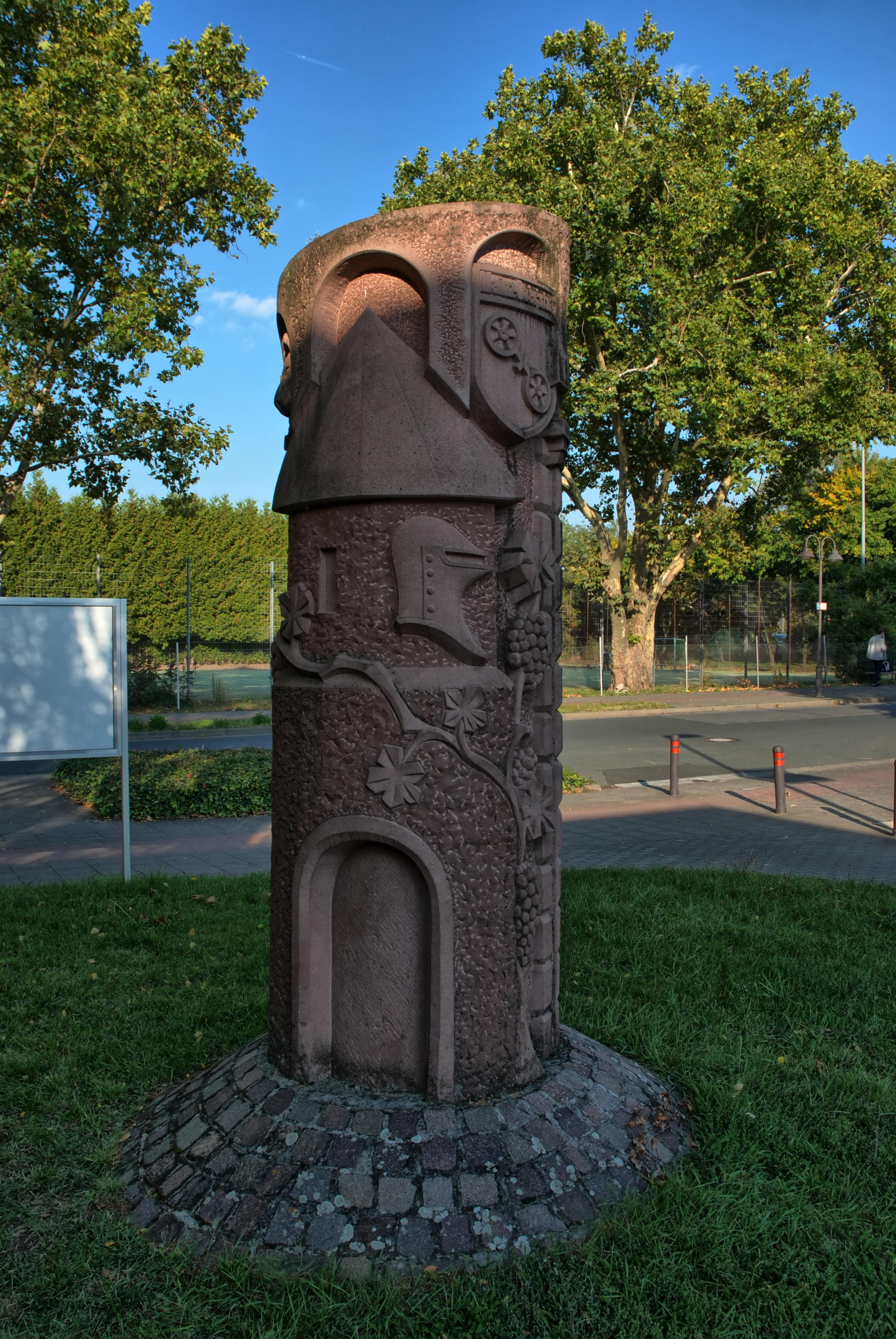
Bürgerdenkmal (1994). Standort: Landwehrweg Ecke Gleiwitzer Straße, Mainz-Oberstadt